# Игуман Мардарије (Здравковић)
Мардарије (световно Милош Здравковић; Ћићевац, 8. септембар 1908 — Бањички логор, 5. фебруар 1943) био је синђел Српске православне цркве и игуман Манастира Горњака.

## Биографија
Синђел Мардарије (Здравковић), рођен је 8. септембара 1908. године у Ћићевцу, од оца Владислава и мајке Алексије. Монашку школу је завршио 23. јануара 1928. године у Манастиру Раковица.
Замонашен је 18. фебруара 1928. године у Манастиру Раковици, од стране патријарха српског Димитрија Павловића, добивши монашко име Мардарије, где је убрзо рукоположен у чин јерођакона.
Рукоположен је у чин јеромонаха 18. марта 1931. године у Манастир Свети Роман код Ђуниса. Старешина Манастира Бање код Прибоја, био је од 1931. до 1935. године.
У Епархију шабачку, у Манастир Петковицу одлази 12. децембара 1935. године, а затим постављен за старешину Манастира Радовашнице, до 15. новембра 1936. године кад одлази на одслужење војног рока. По регулисањеу војне обавезе бива постављен за привременог пароха лојаничког код Владимироваца.
По добивеном канонском отпусту из Шабачке епархије, прелази у Браничевску епархију, 1941. године и бива постављен за старешину Манастира Горњака и одликован чином синђела.
Због родољубивог држања ухапшен је од стране немаца 2. фебруара 1943. године у Манастиру Горњаку и стрељан на Бањичком логору.